# Orinocosa hansi
Orinocosa hansi là một loài nhện trong họ Lycosidae.
Loài này thuộc chi Orinocosa. Orinocosa hansi được Embrik Strand miêu tả năm 1916.